# 宾夕法尼亚大道
宾夕法尼亚大道（英語：Pennsylvania Avenue）是华盛顿哥伦比亚特区的一条街道，联结白宫和美国国会大厦，是所谓的“美国大街”（America's Main Street），宾夕法尼亚大道是官方游行和民间抗议的地点，在美国政治文化中起着重要的作用。宾夕法尼亚大道是历史古迹的中心，也是重要的通勤路线，是美國國道系统的一部分。

## 路线
宾夕法尼亚大道在华盛顿市内长6英里（9.7），但是这条街从白宫到美国国会大厦的1.2英里（1.9）路段被认为是最重要的—城市的心脏。从国会大厦继续向东南延伸18英里（29），通过国会山地区，在约翰菲利索萨桥（John Philip Sousa Bridge）穿越安那考斯迪亚河（Anacostia River），并穿越乔治王子县14.5英里（23.3），在帕塔克森特河（Patuxent River）附近的Waysons角结束于MD Rt. 408交界处，并作为有限准入公路（limited-access highway），变成马里兰南部大道（Southern Maryland Boulevard），或马里兰4号公路。在白宫的西北方，该路继续延伸1.4英里（2.3），最后在喬治敦（Georgetown）结束于M街。

## 沿途地標
由東至西：

| - 約翰·菲利普·蘇薩大橋（） - 巴尼圈（Barney Circle） - 美國國會大廈 - 和平紀念碑 - 國家藝廊 - 約翰·馬歇爾公園（John Marshall Park） - 加拿大大使館 - 新聞博物館 - 聯邦貿易委員會 - 國家檔案館大樓 - 美國海軍紀念館 - 約翰·埃德加·胡佛大樓（聯邦調查局總部） - 羅伯特·F·甘迺迪司法部大樓（美國司法部總部） - 舊郵政局大樓 - 朗奴·列根大廈 | - 約翰·A·威爾遜大廈 - 自由廣場 - 潘興公園（） - 財政部大樓 - 白宮 - 拉斐特廣場（Lafayette Park） - 布萊爾宮（Blair House） - 倫威克美術館（Renwick Gallery） - 世界銀行 - 墨西哥大使館 - 喬治華盛頓大學 - 國際金融公司 - 華盛頓圈（Washington Circle） - 西班牙大使館 - 岩溪公園（Rock Creek Park） - 喬治城 |

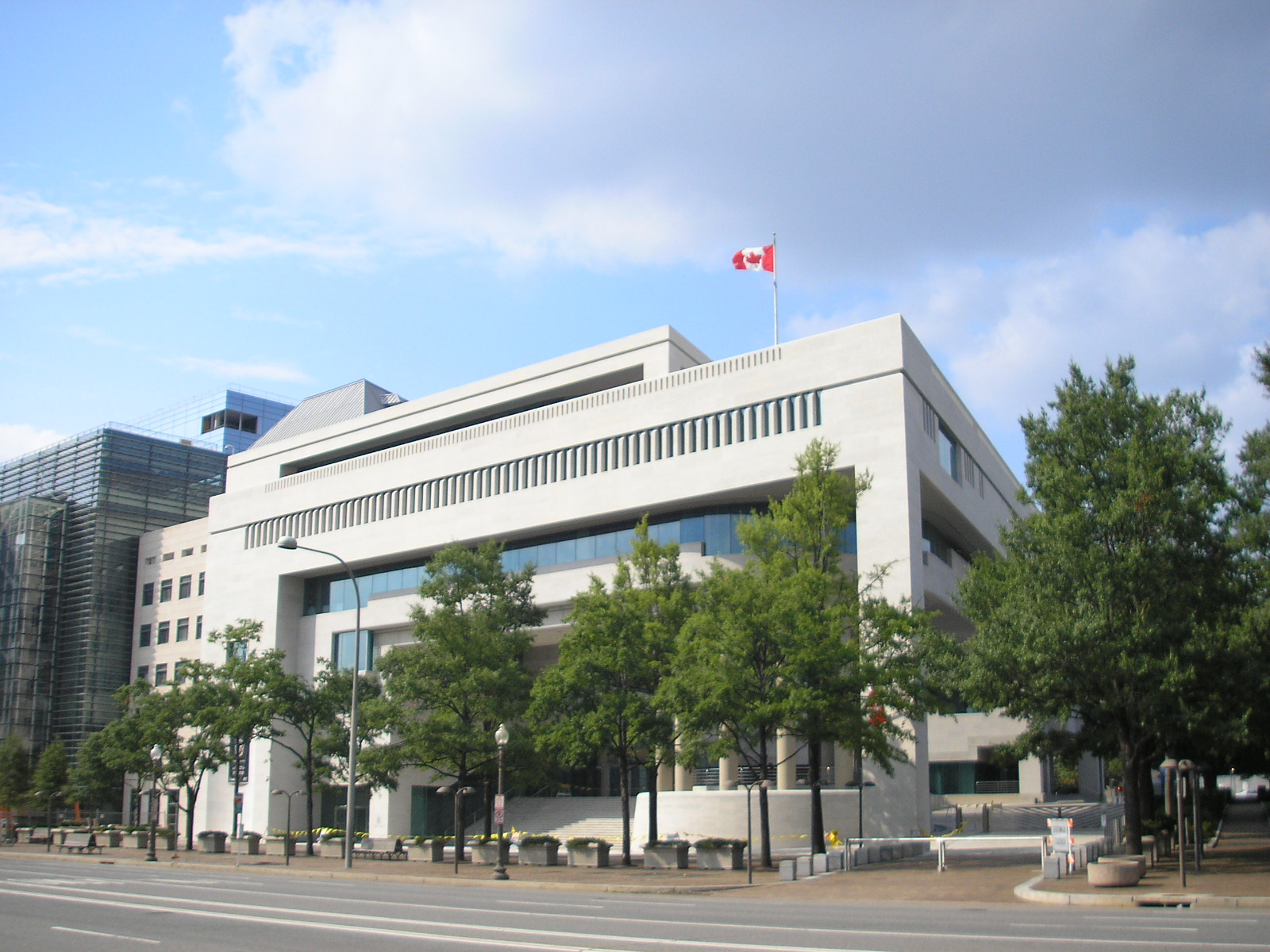
加拿大驻美国大使馆位于宾夕法尼亚西北大道501号

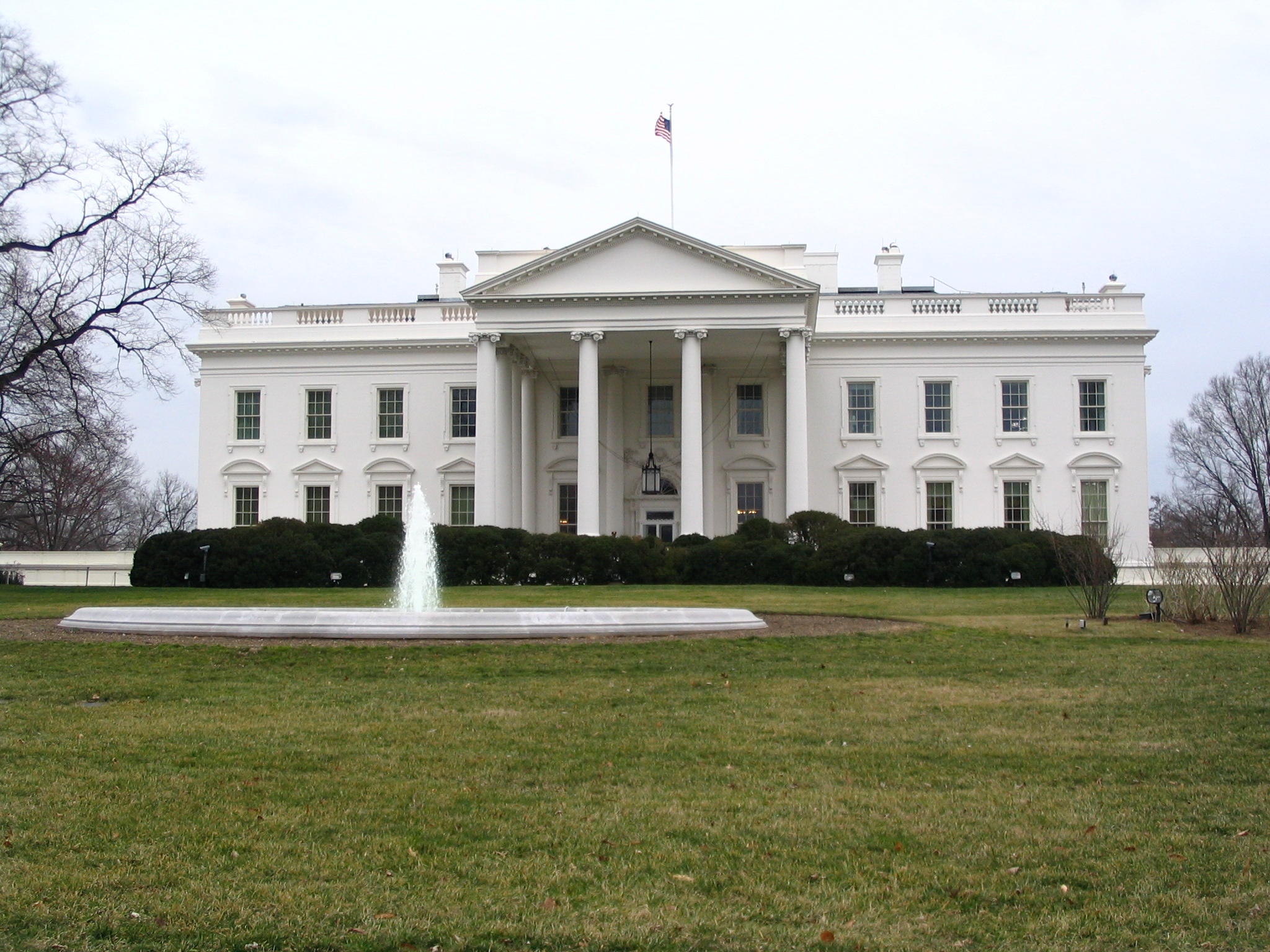
白宮：賓夕法尼亞大道1600號

## 圖片集

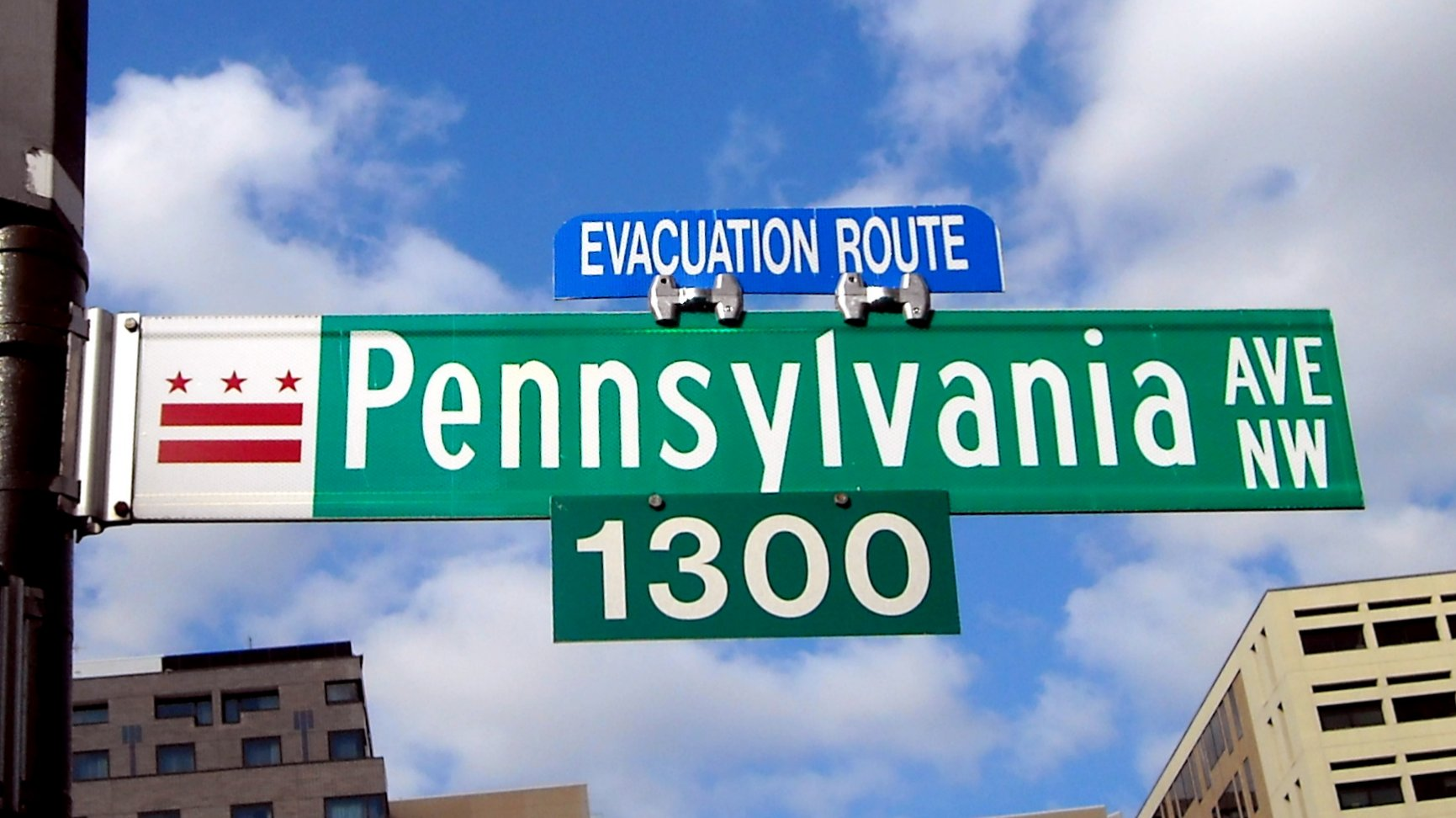
白宮附近的路牌
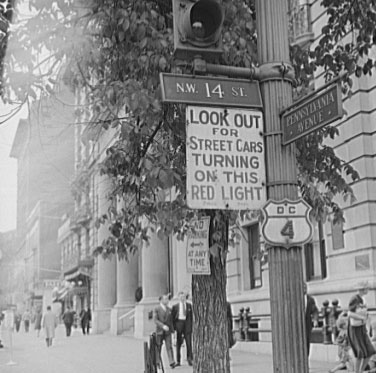
1942年的舊照片
賓夕法尼亞大道的畫像（1814年繪）
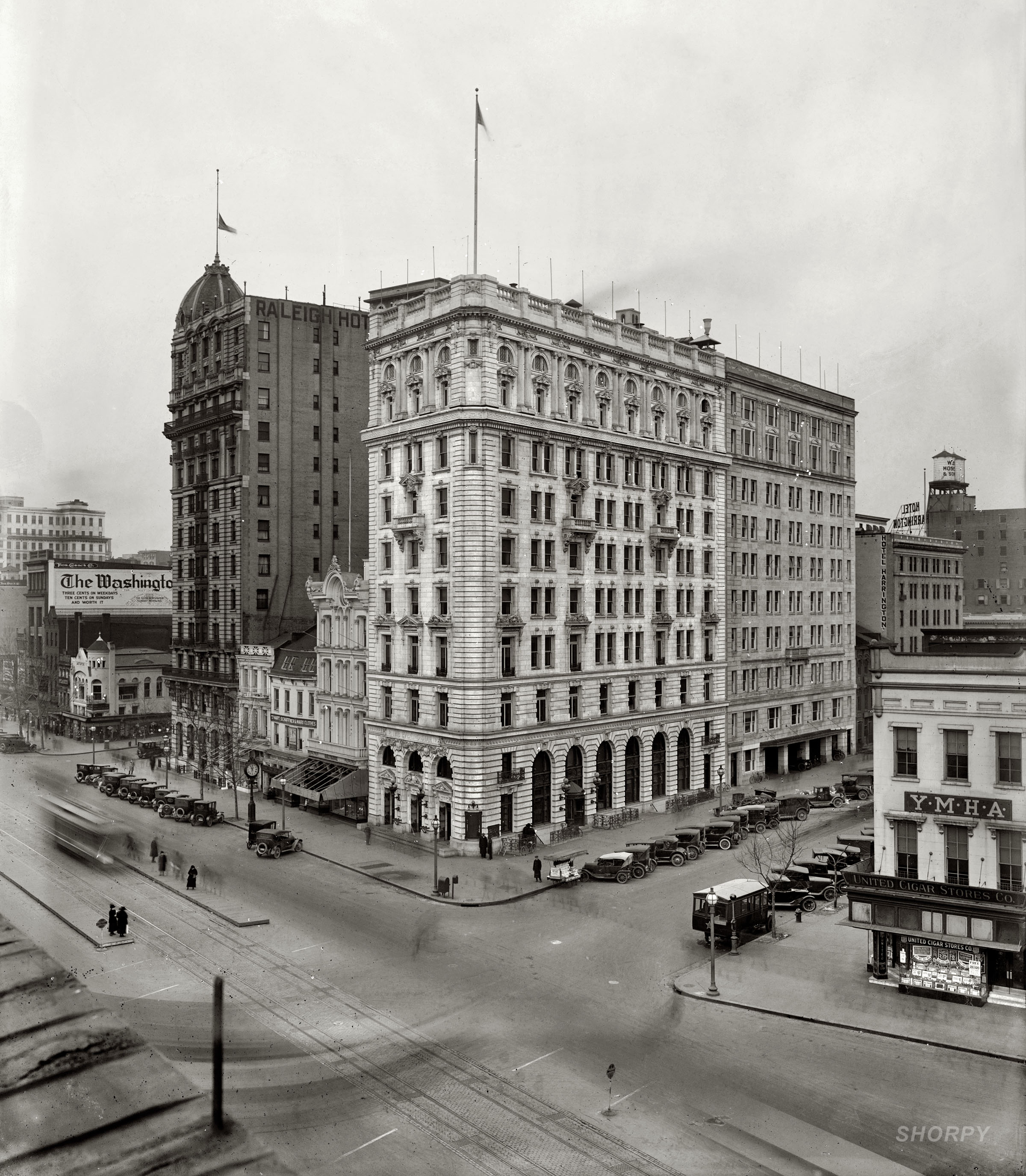
第十一街與賓夕法尼亞大道交界
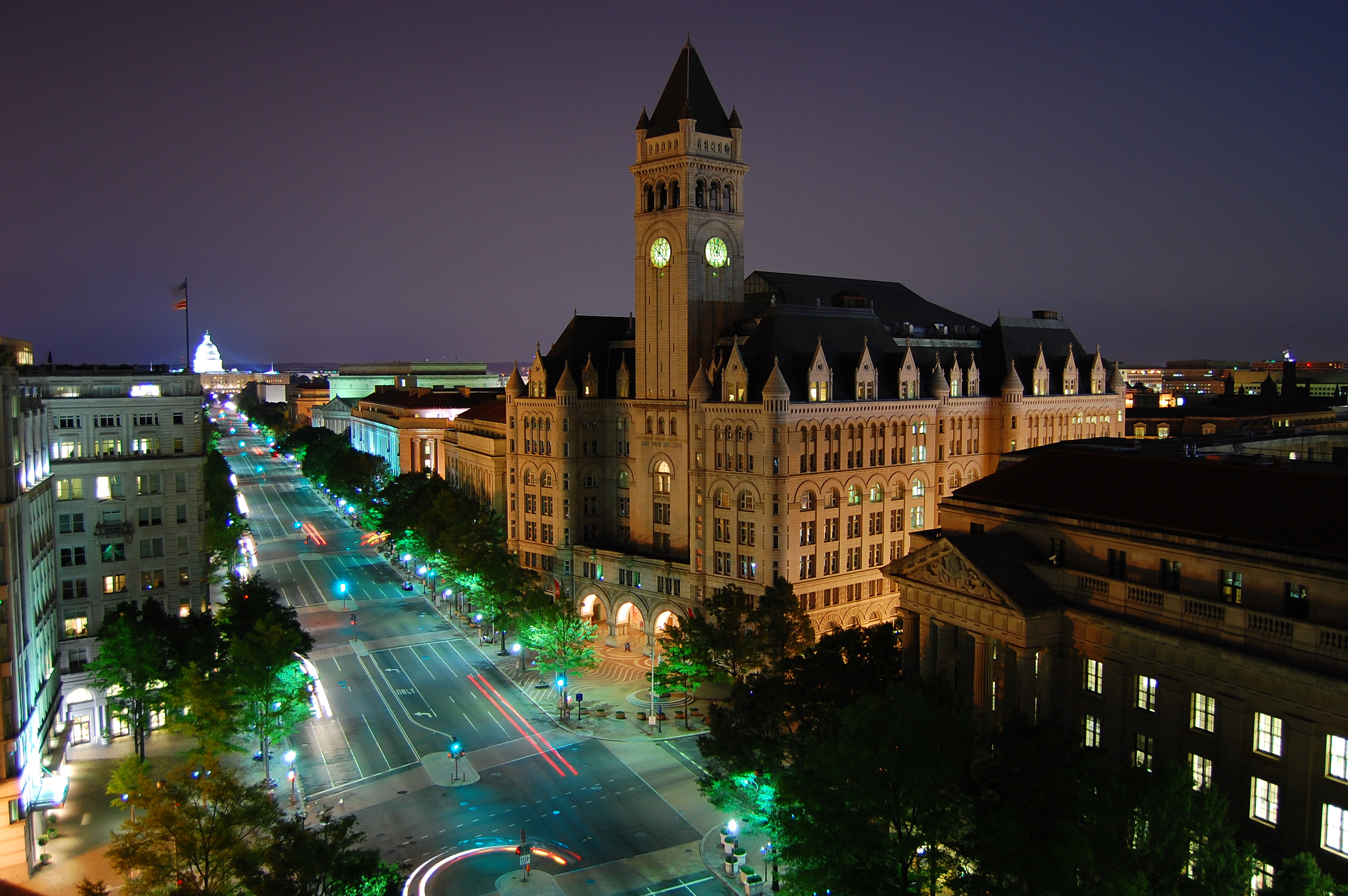
舊郵政局大樓夜景
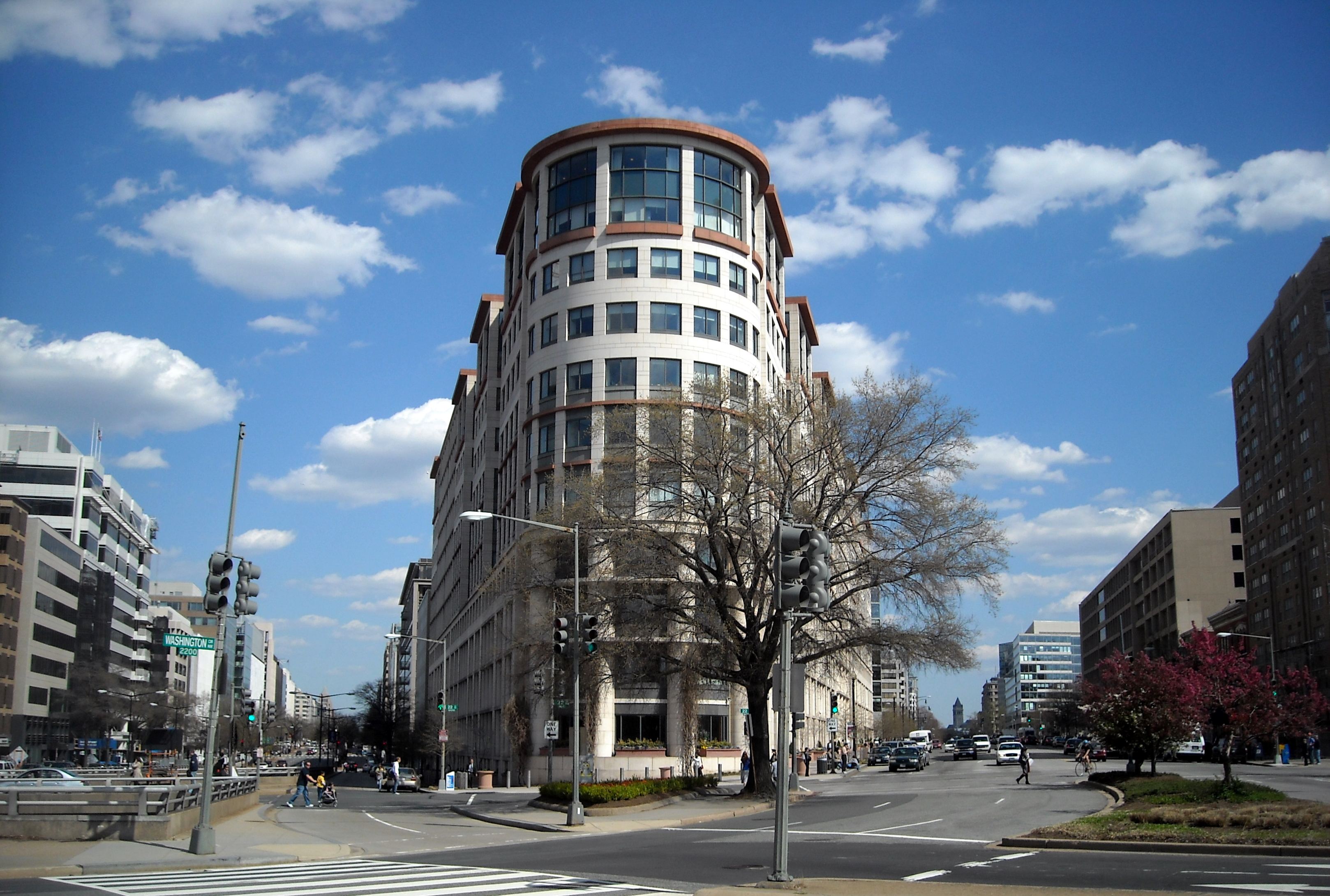
K街與賓夕法尼亞大道交界
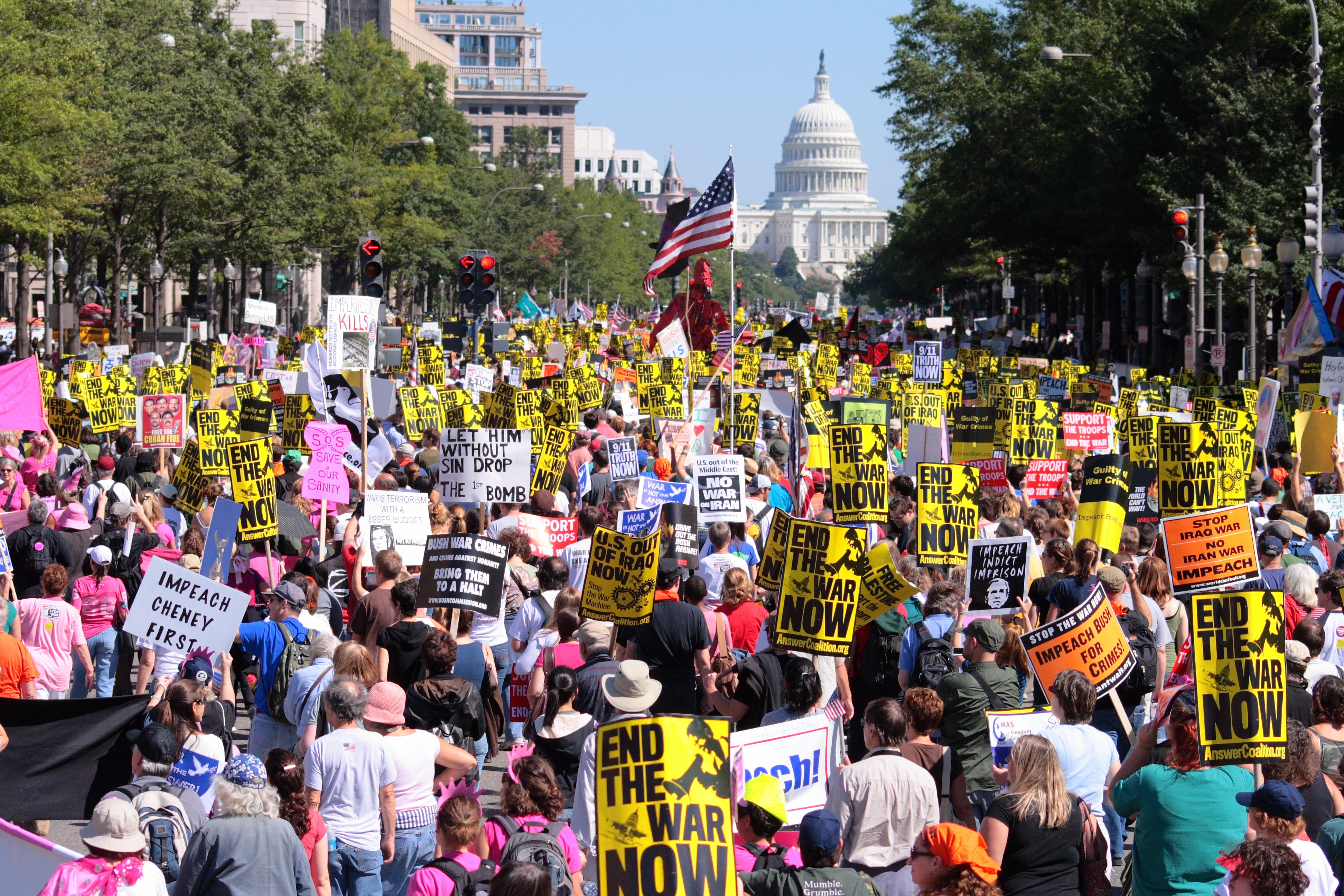
2007反戰示威